# Phare (automobile)
Pour les articles homonymes, voir Phare (homonymie).

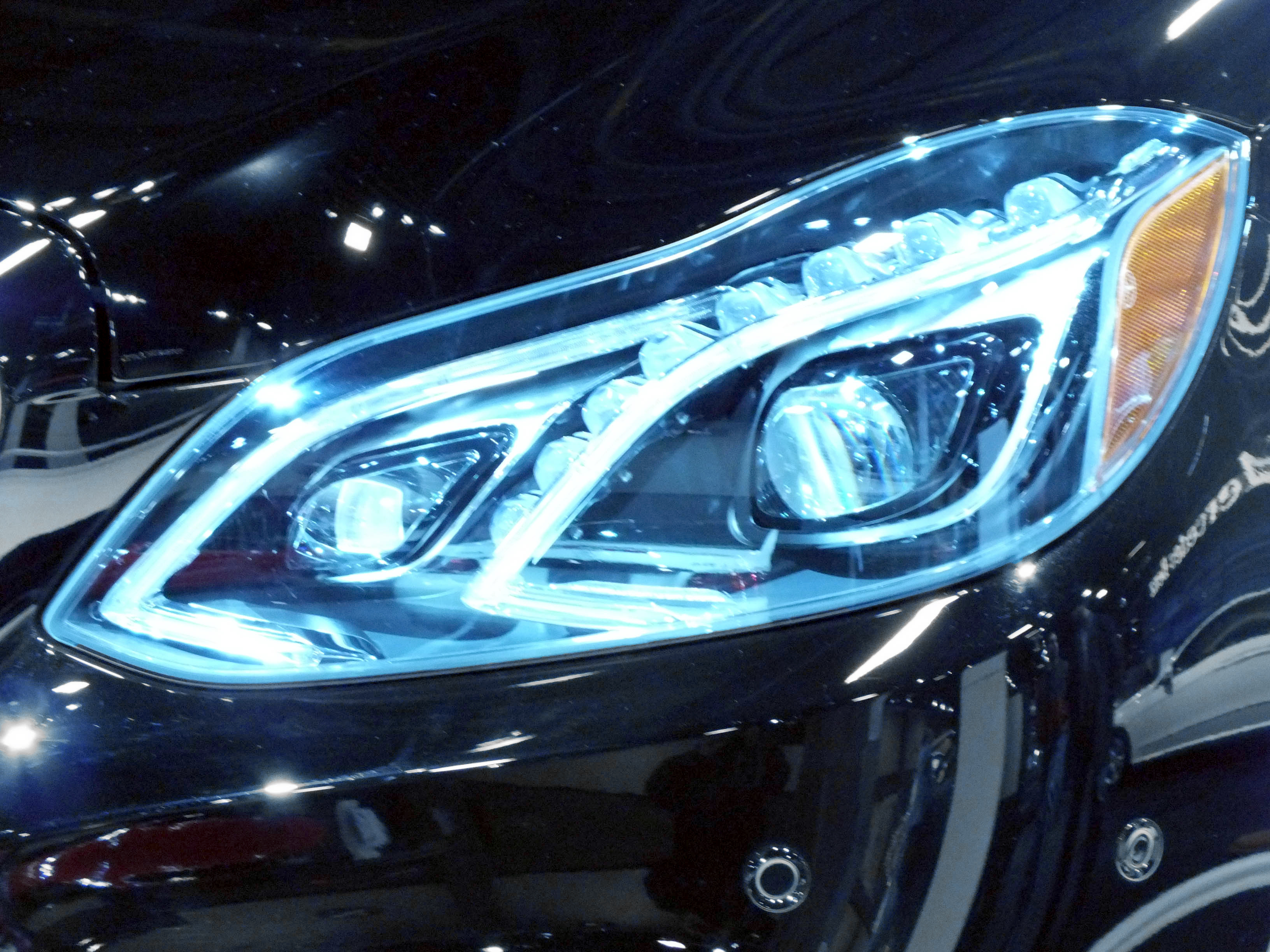
Phare à LED (Mercedes-Benz) 2014.

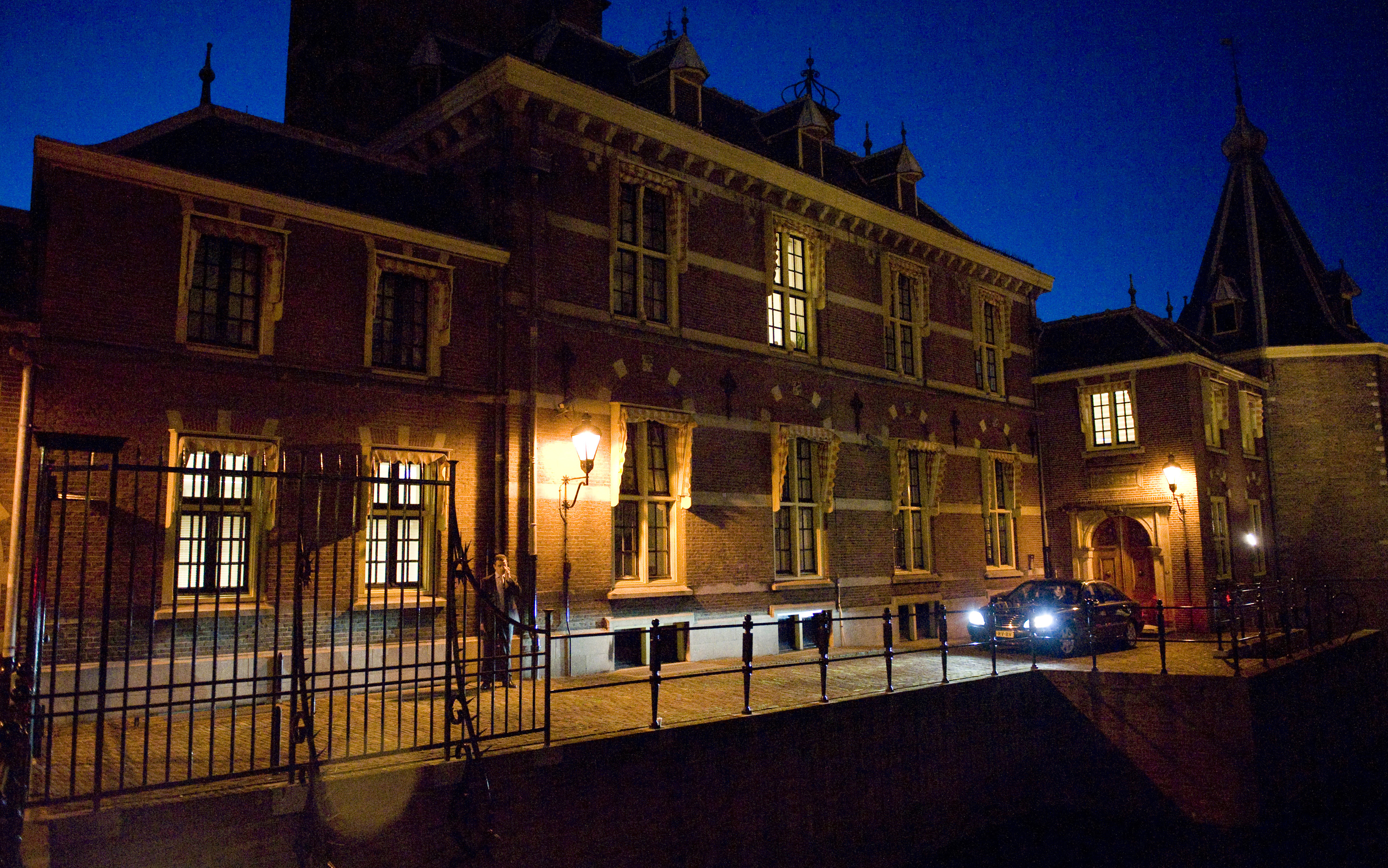
Véhicule du Premier ministre des Pays-Bas l'attendant pour relier le Conseil européen de nuit, éclairant par ses phares la voie d'accès au Torentje.

Les phares d'automobiles sont des projecteurs de lumière destinés à l'éclairage de la route empruntée par un véhicule la nuit. Ils sont un constituant de l'éclairage standard des automobiles. Ils servent aussi à rendre le véhicule plus facilement visible par les autres, notamment par temps de pluie. Il existe également des phares de jour destinés à accroître la visibilité diurne.

## Évolution technique
Les premiers phares, issus du monde hippomobile, ont d'abord été constitués d'une lanterne donnant un faible éclairage par la combustion d'une bougie, d'huile ou d'acétylène. Ils sont remplacés par des projecteurs à miroir parabolique : muni d'une lampe à incandescence placée au foyer d'un miroir en forme de paraboloïde de révolution, le phare devient électrique et équipe toutes les automobiles. Pour des raisons de coût de fabrication, il reste de section circulaire jusque dans les années 1960 et c'est la Citroën Ami 6 qui propose en France les premiers phares non circulaires en avril 1961 juste après la Ford Taunus P3 badewanne présentée le 14 octobre 1960 au Salon de Paris. En réalité il s'agit de phares tronqués en haut et en bas. Leur intérêt réside dans la profondeur plus grande, qui augmente l'intensité du flux lumineux capté (donc renvoyé) par le miroir. Viennent ensuite les projecteurs à lentille convergente.
Au niveau des ajouts technologiques entourant le phare en lui-même, on trouve par exemple les phares directionnels — la Tucker '48 et les DS d'après septembre 1967 sont munies de tels phares, couplés au système de direction et qui, dans les virages, éclairent la route que veut suivre le conducteur et non le fossé — et la correction d'assiette. Cette dernière est particulièrement utile sur les véhicules utilitaires, qui peuvent subir une forte variation d'assiette lorsqu'ils sont chargés : les phares n'éclairent plus de façon optimale et tendent à éblouir les usagers venant d'en face. Il convient de procéder à une correction, en abaissant l'axe des phares pour compenser le défaut. Ce système maintenant  automatisé est devenu obligatoire et intégré dans les nouveaux phares surpuissants.
À partir de la fin des années 1990 et du début des années 2000, les phares automobiles ont connu une évolution majeure au niveau de l'optique. Les phares étaient précédemment dotés d'une vitre en verre comportant des stries servant d'optique afin de diriger la lumière. Les évolutions techniques ont permis de concevoir des réflecteurs au niveau des ampoules qui permettent à eux seuls de diriger le flux lumineux, d'apporter une meilleure optimisation du flux et d'éviter les pertes de lumière, ce qui offre une meilleure efficacité lumineuse pour les automobilistes et de meilleurs rendements. Cela a conduit à l'abandon des phares striés en verre par des vitres en plastiques transparentes qui s'adaptent mieux à l'évolution des designs automobiles pour les nouveaux modèles de l'époque, bien que le plastique pose des problèmes d'usure avec la chaleur des rayons du soleil. Cette rapide évolution s'est faite dans la quasi-totalité du secteur automobile.

## Types de sources lumineuses

### Lampe à combustion

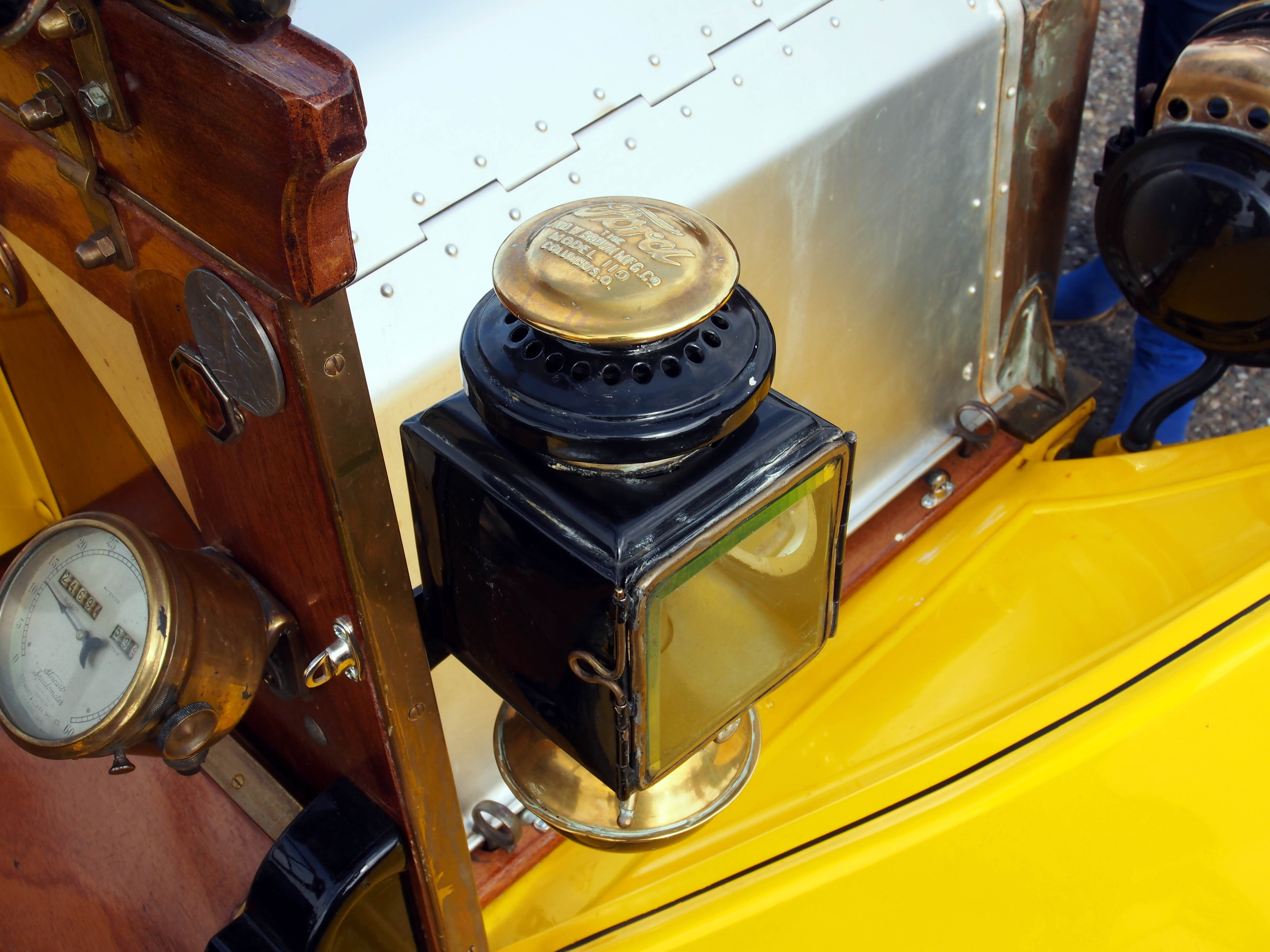
Lampe à pétrole de Ford T Runabout en 1914.

- à acétylène
- à essence
- à pétrole

### Lampe à incandescence
Les lampes à combustion n’ont techniquement pu être remplacées par des lampes à incandescence sur les voitures qu’à partir de 1906. La variation d’intensité lumineuse désirée, à puissance électrique identique, est obtenue par des sections de filaments différentes : plus le filament est fin, plus il est fragile, chauffant plus et brillant plus dans une ampoule de verre contenant un mélange de gaz inerte (argon puis krypton).[réf. nécessaire]

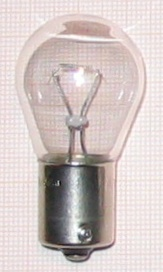
Lampe à incandescence 21 W-12 V.

Les États de l'Union européenne (UE) ont approuvé le 8 décembre 2008 l'interdiction progressive des lampes à incandescence à partir du 1er septembre 2009, aboutissant à leur abandon total en 2012.

### Lampe à incandescence halogène

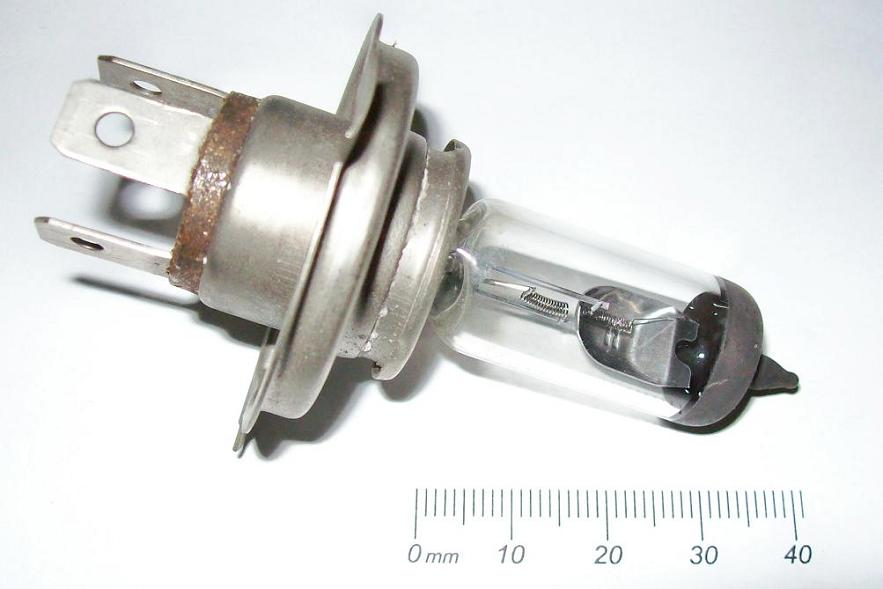
Lampe halogène H4 d'automobile.

Les lampes à incandescence halogènes ont fait leur apparition en 1959, inventées par Edward G. Zubler et Frederick Mosby. Dans ces lampes, le filament de tungstène peut atteindre des températures plus élevées grâce à son encapsulation dans une ampoule de verre contenant un mélange de gaz rares, principalement de brome d'iode. La lumière émise, très puissante[C'est-à-dire ?], est blanche. Ces lampes sont également plus robustes et ont une durée de vie supérieure aux lampes à incandescence antérieures, les résidus de tungstène pouvant se redéposer sur le filament[réf. nécessaire].
Initialement prévue pour le 1er septembre 2016, l'interdiction de la production et de la commercialisation dans l'Union européenne des lampes halogènes est effective au 1er septembre 2018,.

### Lampe à décharge

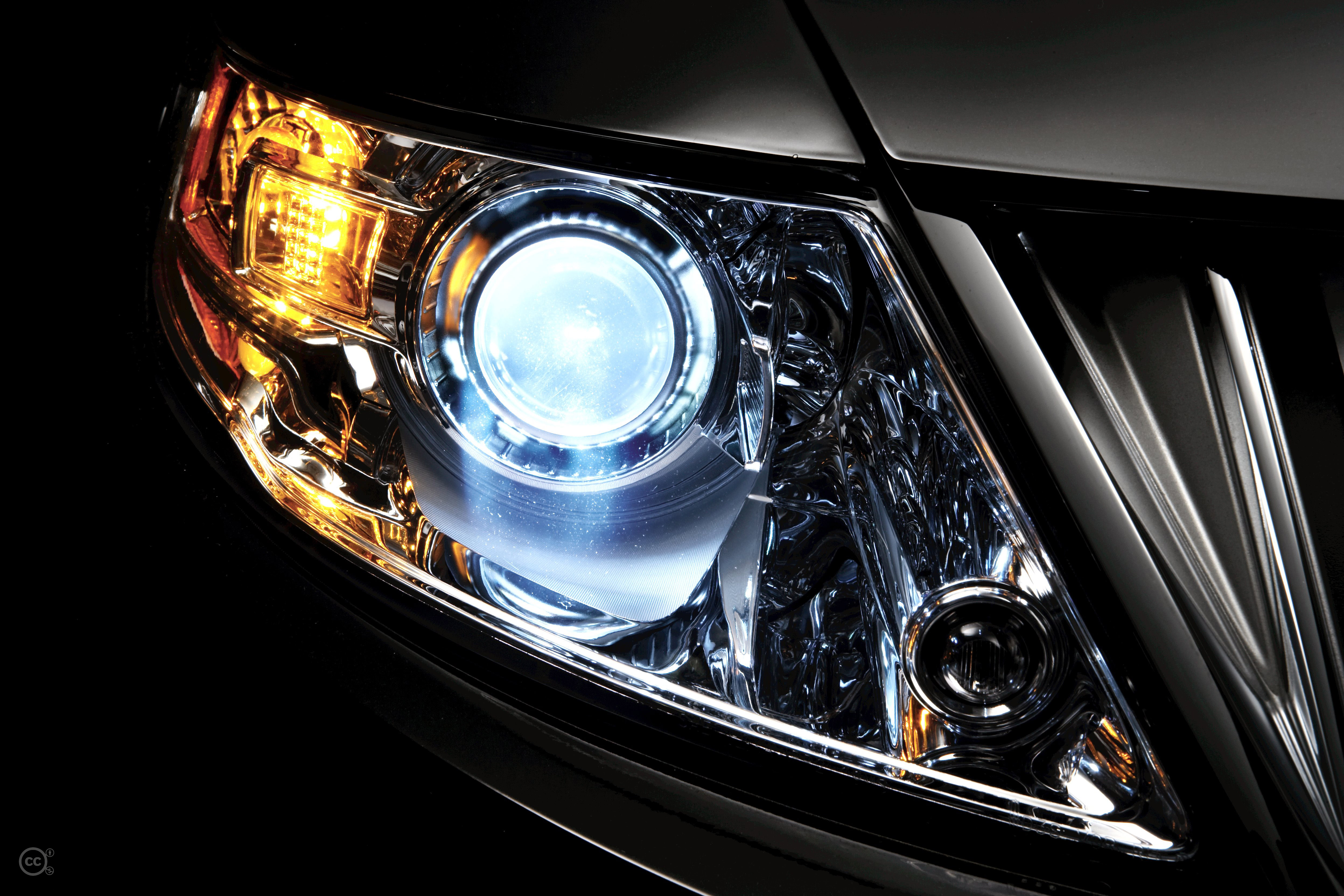
Phare avec lampe à décharge au Xénon (Lincoln MKS) 2009.

Les lampes à décharge au xénon datent de 1999. Pour s’éclairer par l’émission d'éclair successifs, une tension supérieure à 20 000 volts circule entre deux électrodes.
- Ce système est trois fois plus puissant[C'est-à-dire ?] qu’un halogène, pourtant il consomme 20 à 45 % moins d’énergie.
- Le gaz est coloré et fournit une lumière bleutée.
- Il doit être couplé à un lave-glace et à un dégivrage des phares en plein hiver.
- Les phares au xénon sont équipés d’un stabilisateur pour ne pas éblouir les autres conducteurs.
- La durée de vie des ampoules au xénon est importante[Combien ?].

### Diode électroluminescente

#### Inconvénients
D'après le CSTB, la luminance des LED automobiles les classe dans le groupe de risque 2 (modéré) pour la phototoxicité, comme c'est le cas des feux de route au xénon. Dans l'état actuel de la réglementation européenne, les phares ne sont pas soumis aux règles de l'éclairage général qui imposent un risque limité (groupe 1). Cet éclairage pose le problème des lésions que l'effet de sa composante bleue peut provoquer sur la rétine, notamment pour les enfants.
Un autre inconvénient d'après l'ADAC est leur durée de vie limitée à 15 ans, soit de 3000 à 10 000 heures de fonctionnement avant une diminution de 30 % du flux de lumineux. Ceci implique un remplacement avant la fin de la vie du véhicule, et le coût de ce remplacement est plus élevé qu'avec des lampes halogènes : jusqu'à 4 800 euros pour les phares (et 600 euros pour les feux arrière) contre une quinzaine d'euros pour des lampes halogènes.

### Laser

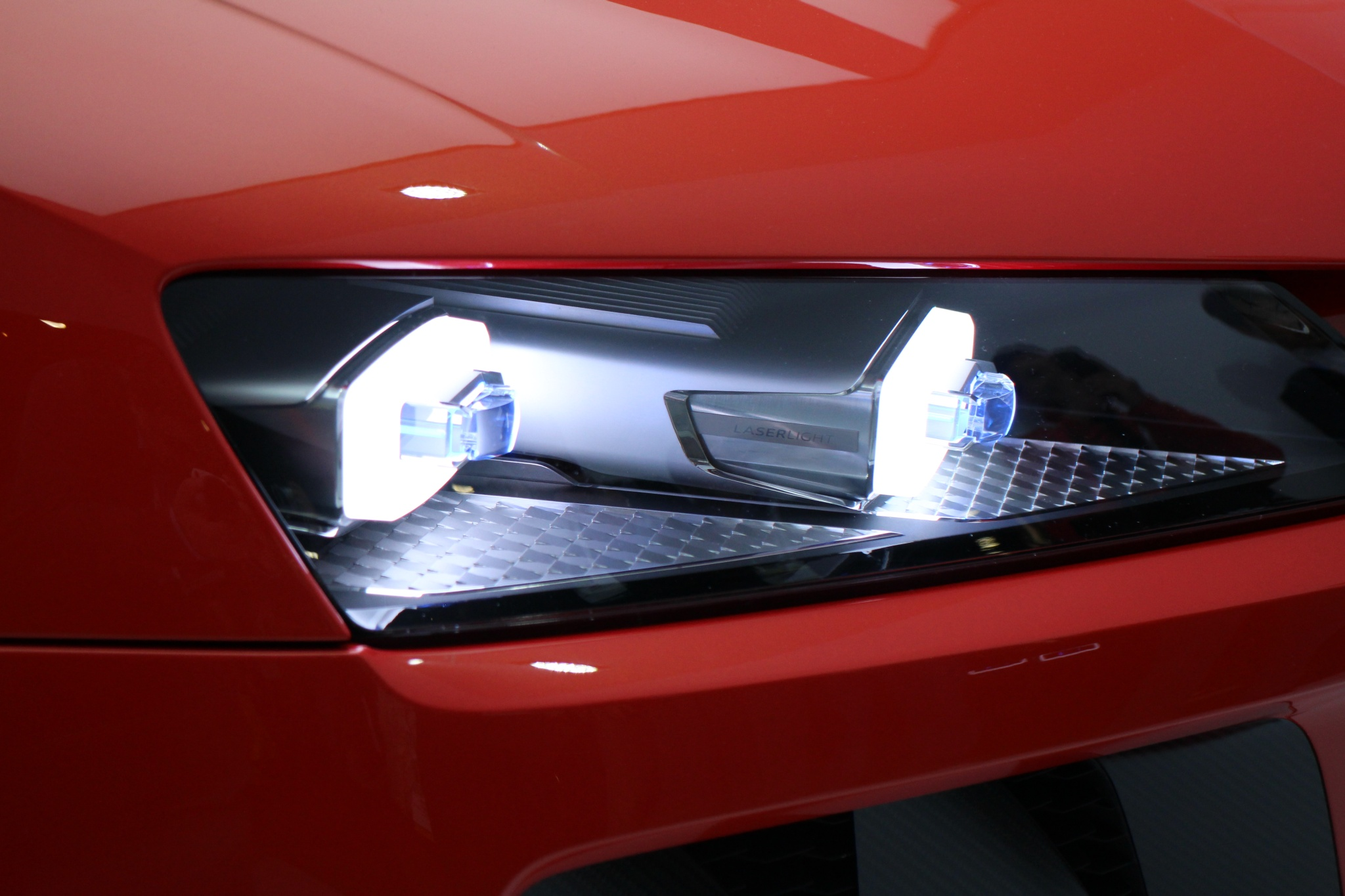
Phare Audi Matrix Laser au Consumer Electronics Show de 2014

## Réglage

Allure du faisceau des phares en position « croisement » ou « code ».

Le confort de conduite et le respect de celui des autres utilisateurs imposent un réglage des projecteurs. En outre, en feux de croisement, le faisceau doit éclairer la voie contraire au moins à 30 m et au plus à 45 m devant le véhicule. De ce fait, l'inclinaison du faisceau dépend de la hauteur du projecteur par rapport au sol. Plus le phare est placé haut sur le véhicule, plus le faisceau doit plonger.
Les véhicules proposent généralement un dispositif d'ajustement de la hauteur des phares, qui compense une assiette modifiée par le chargement. Il peut être manuel comme sur la 2 CV ou la Tesla Model 3, mécanisé, électrifié, voire automatique.

## Utilisation

Indication de l'usage des phares.

La commande des phares est généralement à la gauche du volant. Un indicateur d'activation des phares s'affiche sur le tableau de bord quand ils sont activés.

### Procédure de contrôle
Le tableau ci-dessous donne les éléments permettant le contrôle ou le réglage. opérations qui sont faites sur un sol plat, avec des pneumatiques convenablement gonflés, et pour un véhicule en charge normale. Les valeurs données correspondent à un faisceau portant à 40 m (soit les minimales de déclivité).
| H = hauteur de l'optique en cm | d = déclivité du faisceau (mesurée à 5 m) en cm | inclinaison du faisceau (portée de 40 m) en % |  |
| 50                             | 6,25                                            | 1,25                                          |  |
| 55                             | 6,875                                           | 1,38                                          |  |
| 60                             | 7,5                                             | 1,5                                           |  |
| 65                             | 8,125                                           | 1,63                                          |  |
| 70                             | 8,75                                            | 1,75                                          |  |
| 75                             | 9,375                                           | 1,88                                          |  |
| 80                             | 10,0                                            | 2,0                                           |  |

Certains constructeurs mettent à disposition une plaque signalétique apposée près du dispositif de réglage mentionnant la valeur de l'inclinaison (déclivité exprimée en %). Les garagistes, les contrôleurs techniques ou les professionnels du transport utilisent un appareil optique spécialisé appelé « réglophare » ou « réglo-phare » afin d'indiquer l'inclinaison du faisceau lumineux.

## Galerie

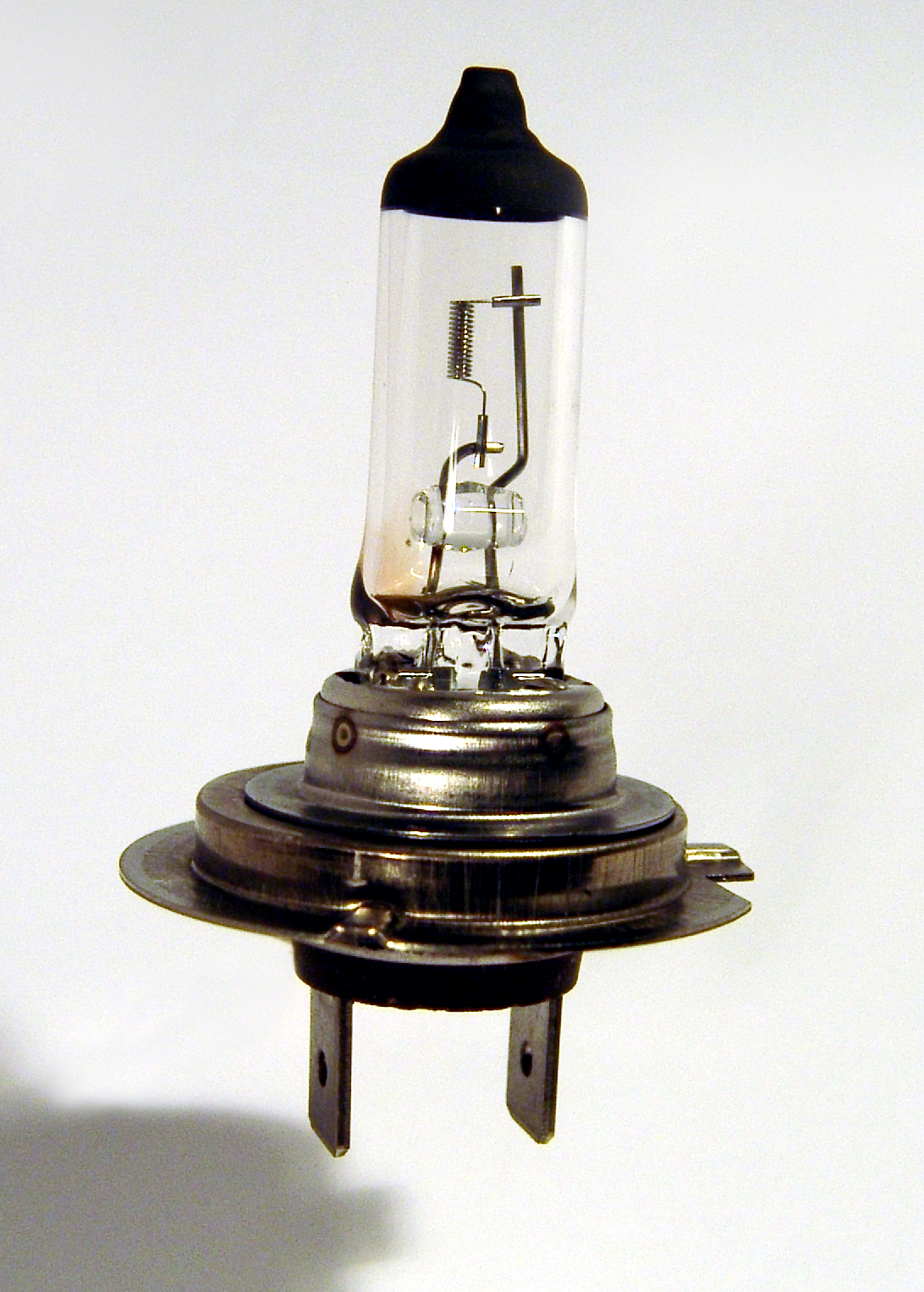
Lampe H7 à filament.
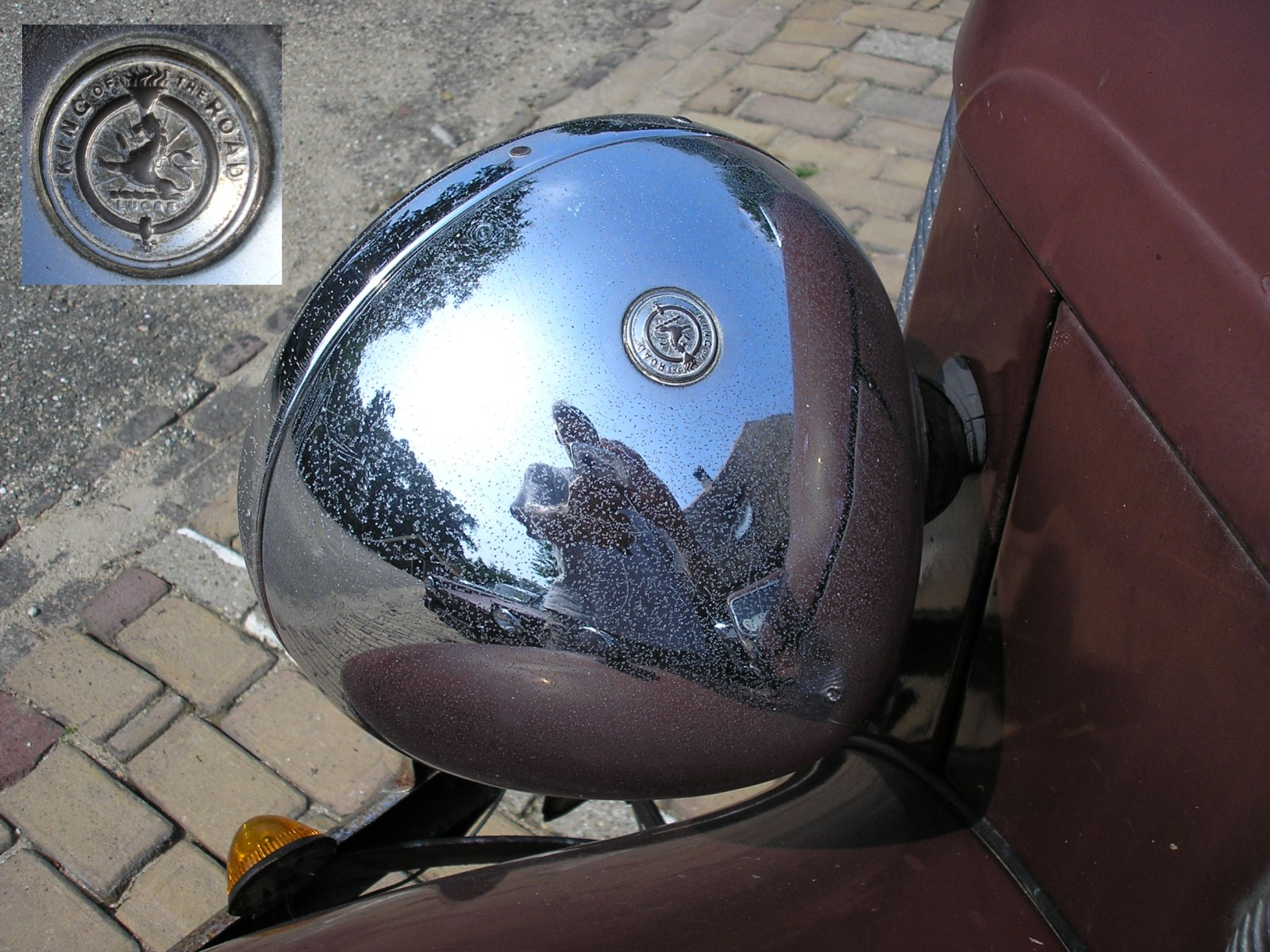
Phare d'une ancienne automobile.
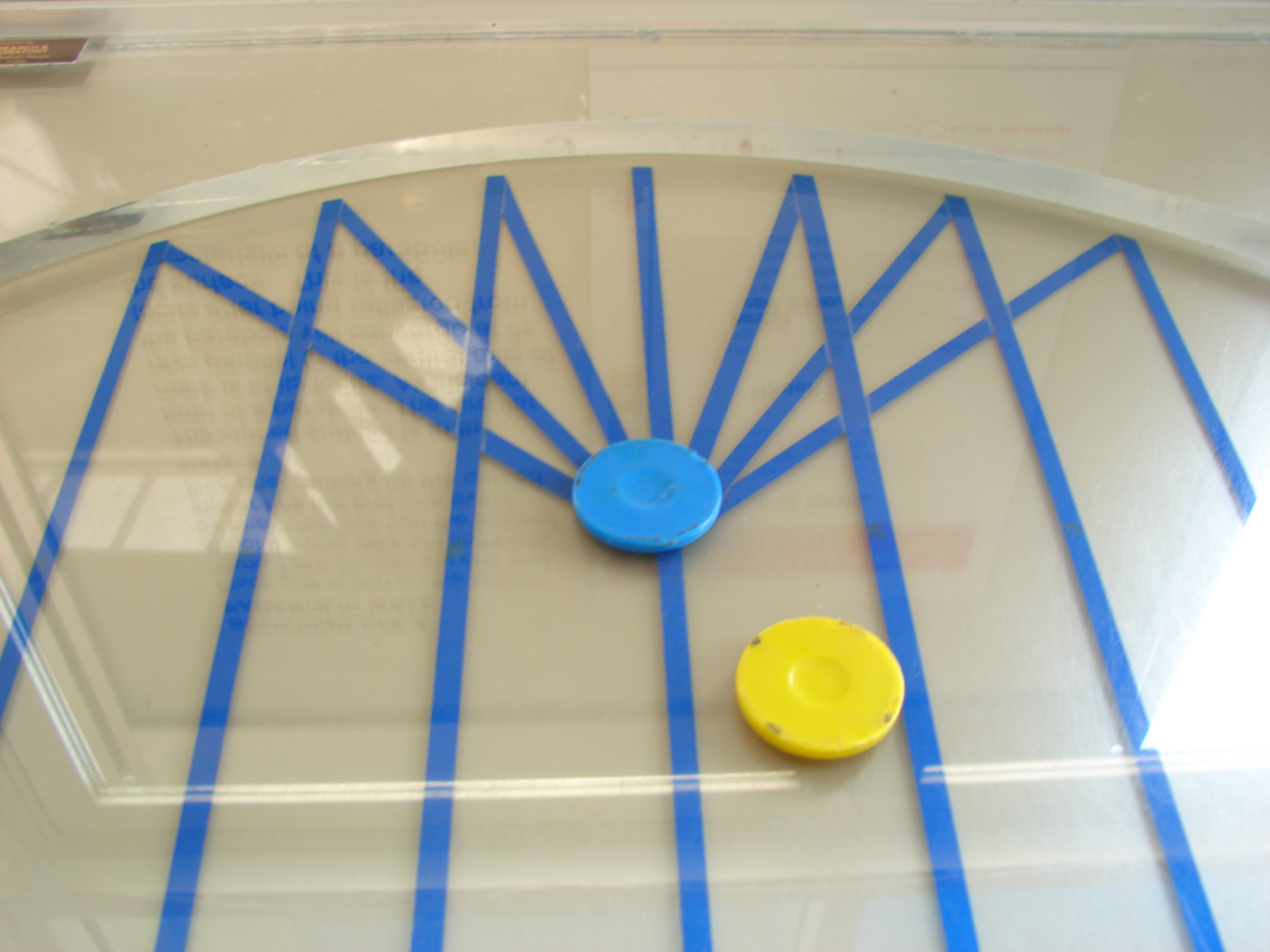
Principe de la réflexion de la lumière sur un miroir parabolique.
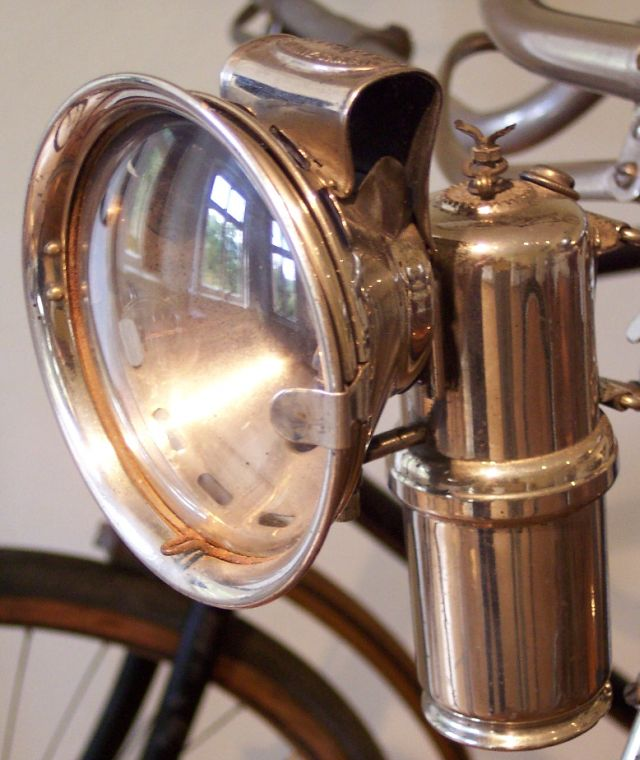
Lampe à combustible sur une bicyclette ancienne.
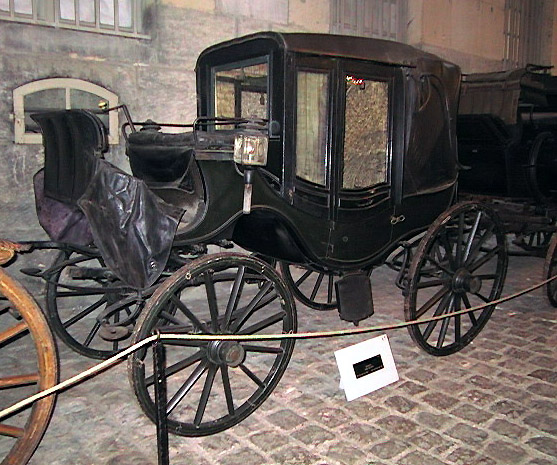
fiacre avec dispositif d'éclairage.
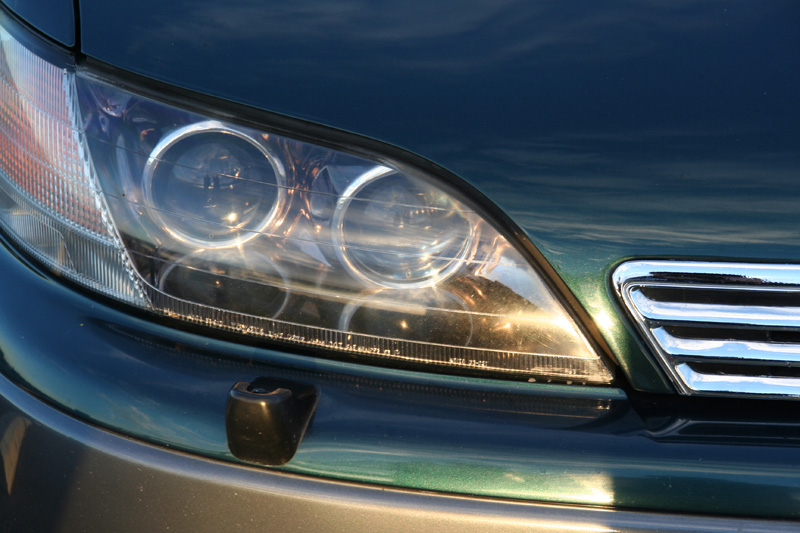
Projecteur à lentille (Lexus ES300) 1992.

## Législation en France

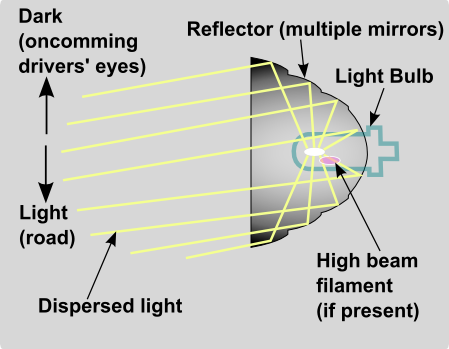
Réflexion des rayons lumineux sur le miroir d'un phare.

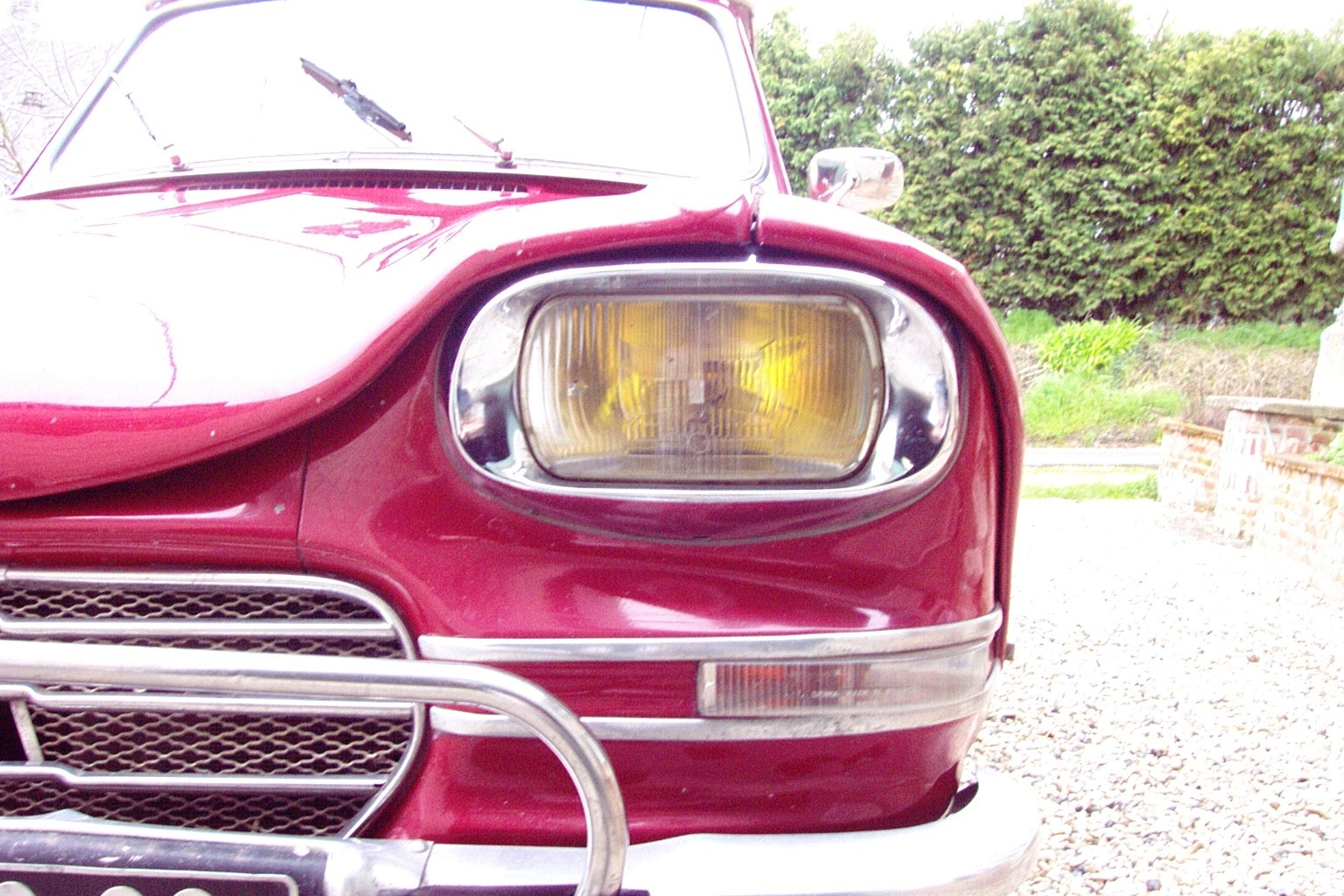
Phare oblong d'une Citroën Ami 6.

En France, les phares sont obligatoires sur les véhicules automobiles, ce qui n'a pas toujours été le cas. Les feux de jour sont obligatoires dans toute l'Union européenne sur les modèles de véhicules neufs homologués après le 7 février 2011.

### Les phares jaunes, spécificité française
L'arrêté imposant les phares jaunes en France date du 3 novembre 1936 et se fonde sur l'avis de la Commission centrale des automobiles et de la circulation générale du 9 janvier 1936. La mesure aurait été prescrite par les militaires en prévision d’une guerre éventuelle, pour distinguer les véhicules ennemis pourvus de phares blancs, puis justifiée postérieurement par des expériences scientifiques leur donnant de prétendus avantages techniques (meilleur relief, moindre éblouissement),. L'obligation concerne les véhicules mis en circulation à compter du 1er avril 1937, puis tous les véhicules à partir du 1er janvier 1939. Les circonstances conduisent toutefois à une mise en application progressive, encore retardée par les pénuries d'après-guerre.
La coïncidence de la généralisation des phares jaunes avec l'entrée en guerre en 1939 donna du crédit à la thèse selon laquelle la France aurait adopté les phares jaunes pour permettre à l'armée française de reconnaître facilement, la nuit, les véhicules ennemis. Aucun document officiel n'atteste de l'origine militaire de la mesure, mais quelques sources la suggèrent. L'utilisation de projecteurs d'automobile de couleur jaune était cependant débattue, dans un contexte beaucoup plus pacifique, à l'Académie des sciences dès 1934, sur la base de l'observation que non seulement la lumière jaune est moins éblouissante, mais aussi qu'elle est moins diffusée par les particules du brouillard que les lumières verte et bleue.
Ce système est resté obligatoire jusqu'au 1er janvier 1993 (avoir des phares blancs sur une voiture immatriculée en France avant cette date était passible d'une amende). À cette date les phares blancs sont devenus autorisés et se sont rapidement généralisés par effet d'harmonisation européenne, mais les termes du Code de la route demeurent que « […] tout véhicule à moteur doit être muni à l'avant de deux ou de quatre feux de route émettant vers l'avant une lumière jaune ou blanche permettant d'éclairer efficacement la route la nuit, par temps clair, sur une distance minimale de 100 mètres ».
Depuis 2017, les véhicules neufs vendus en Europe doivent être équipés de phares à LED[réf. nécessaire]. Toutefois, la puissance et la luminosité des ampoules LED sont encadrées par la loi. Les phares des véhicules européens ne doivent pas émettre plus de 4200 lumens à une distance de 25 mètres et doivent respecter la norme ECE R48. Il est interdit d'utiliser des ampoules LED plus puissantes que celles recommandées par la législation.
Il est également important de noter que les phares à LED sont strictement interdits sur les véhicules qui n'ont pas été homologués par le constructeur. Cette interdiction s'applique également aux kits de conversion pour ampoules LED. Si vous souhaitez convertir votre véhicule à l'aide de phares à LED, vous devez obtenir l'approbation du constructeur et l'homologuer conformément aux exigences légales.
De plus, certains pays imposent des restrictions supplémentaires sur l'utilisation des ampoules LED. Par exemple, en France, les ampoules LED sont interdites sur les motos.[réf. nécessaire]